# Tommy Schram
Tommy Schram (ur. 9 listopada 1971 w Rødovre) – duński piłkarz występujący na pozycji obrońcy lub pomocnika, trener piłkarski.

## Życiorys
Był juniorem Gladsaxe-Hero, AB i Brøndby. W tym okresie wielokrotnie występował w młodzieżowych drużynach reprezentacyjnych. W 1991 roku został przeniesiony do pierwszej drużyny Brøndby. W Superligaen zadebiutował 13 września 1992 roku w wygranym 2:0 spotkaniu z OB. W latach 1993–1994 zdobył z klubem trzecie miejsce w mistrzostwach Danii, a w roku 1995 – drugie. W lipcu 1995 roku został piłkarzem Herfølge BK. W sezonie 1999/2000 zdobył z klubem mistrzostwo kraju. W lipcu 2001 roku na zasadzie wolnego transferu zasilił skład islandzkiego ÍBV, dla którego rozegrał dziesięć meczów w lidze. W październiku został na miesiąc wypożyczony do Yeovil Town. Mimo faktu, iż Yeovil był zainteresowany pozyskaniem Schrama na stałe, Duńczyk w listopadzie wrócił do ojczyzny. W lutym podpisał kontrakt z Vejle BK. W 2004 roku zakończył karierę piłkarską, rozgrywając dla Vejle łącznie 44 ligowe mecze.
Po zakończeniu kariery zawodniczej pracował jako sprzedawca. W 2005 roku został trenerem IS Skævinge. W 2012 roku był asystentem trenera w Hillerød Fodbold, a rok później objął funkcję pierwszego trenera w tym klubie, piastując ją do 2017 roku. W roku 2018 został szkoleniowcem juniorów Brøndby.

## Statystyki ligowe
| Sezon         | Klub             | Liga        | Mecze | Gole |
| ------------- | ---------------- | ----------- | ----- | ---- |
| 1991/1992     | Brøndby IF       | Superligaen | 0     | 0    |
| 1992/1993     | Brøndby IF       | Superligaen | 25    | 4    |
| 1993/1994     | Brøndby IF       | Superligaen | 17    | 3    |
| 1994/1995     | Brøndby IF       | Superligaen | 3     | 0    |
| 1995/1996     | Herfølge BK      | Superligaen | 28    | 2    |
| 1996/1997     | Herfølge BK      | Superligaen | 30    | 4    |
| 1997/1998     | Herfølge BK      | Superligaen | 19    | 0    |
| 1998/1999     | Herfølge BK      | Superligaen | 28    | 1    |
| 1999/2000     | Herfølge BK      | Superligaen | 28    | 5    |
| 2000/2001     | Herfølge BK      | Superligaen | 26    | 1    |
| 2001 (j)      | ÍB Vestmannaeyja | Úrvalsdeild | 10    | 0    |
| 2001 (j)      | Yeovil Town F.C. | Conference  | 4     | 0    |
| 2001/2002 (w) | Vejle BK         | Superligaen | 10    | 1    |
| 2002/2003     | Vejle BK         | 1. division | ?     | 0    |
| 2003/2004     | Vejle BK         | 1. division | ?     | 1    |